# Candy Boy
Candy☆Boy (キャンディ ボーイ?) è un original net anime yuri, pubblicato in rete il 22 novembre 2007, prodotto dallo studio di animazione AIC e diretto da Takafumi Hoshikawa, alla quale è seguita una serie di 7 episodi, in onda dal 2 all'8 maggio 2008. Due episodi extra sono stati pubblicati su DVD, uno con la versione DVD del singolo di Nayuta, "Bring up LOVE", e l'altro con il secondo volume della serie. Un manga spin-off scritto da Hiro Tōge è stato pubblicato dalla casa editrice Media Factory sulla rivista Monthly Comic Flapper dal 5 novembre 2009 al 5 ottobre 2010, e un'altra serie di Tōge pubblicata su telefonia mobile.

## Trama
Candy Boy segue la vita quotidiana, nonché la relazione lesbica, anche se perlopiù platonica, di due sorelle gemelle, Yukino e Kanade Sakurai, provenienti dall'isola di Hokkaidō, che traslocano insieme in una residenza per studenti a Tokyo per motivi scolastici, lasciando la sorellina Shizuku con i genitori. In seguito una studentessa del primo anno, Sakuya Kamiyama, si innamora di Kanade e inizia a perseguitarla, complice con Yukino che scambia foto della sorella in cambio di dolci e altri oggetti. Kanade nota che la relazione con sua sorella, che una volta era così intensa, inizia a sgretolarsi, ma, affrontate le difficoltà, il loro legame si rivela più solido di prima.

## Personaggi principali
Kanade Sakurai (櫻井 奏?, Sakurai Kanade)
La sorella minore, anche se comunemente considerata più matura. Si preoccupa spesso che la sorella si stia sacrificando per il suo bene. Kanade è un'artista e vuole proseguire gli studi nel campo dell'arte, anche se comprende che questo metterà a dura prova la sua relazione con Yukino.
Yukino Sakurai (櫻井 雪乃?, Sakurai Yukino)
La sorella maggiore. Yukino ama mangiare dolci e scambia foto e oggetti personali di Kanade con Sakuya per essi. È un membro della squadra di nuoto della sua scuola e scrive un blog sulla vita di tutti i giorni. Yukino si preoccupa costantemente per la sorella e la sostiene in ogni modo possibile, anche a costo di sacrificare se stessa.
Sakuya Kamiyama (神山 咲夜?, Kamiyama Sakuya)
Sakuya è una ragazza molto ricca e frequenta il primo anno della scuola superiore. Ha un'ossessione per Kanade e questo la porta a rubarle oggetti e scattare foto per la sua collezione personale. Anche se è ossessivamente sempre intorno alle due sorelle, la sua presenza non è ritenuta noiosa o fastidiosa dalle due.
Shizuku Sakurai (櫻井 雫?, Sakurai Shizuku)
La sorella minore di Yukino e Kanade. Ha una profonda gelosia del rapporto fra le altre due sorelle, ma tenta di nasconderla e di non mostrarla alle sorelle, e spesso non riesce a contenere i propri sentimenti. Shizuku sembra essere più legata a Yukino, che a Kanade, essendo molto influenzata dal comportamento di Yukino.

### Altri personaggi presenti esclusivamente nel manga
Yuriko Takanashi (小鳥遊 ユリ子?, Takanashi Yuriko)
compagna di classe di Kanade, soprannominata Yuripe; generalmente si trova a rimproverare l'amica per i "pensieri perversi" che questa si trova ad avere nei confronti della sorella maggiore. I suoi genitori sono i proprietari di un ristorante e lei stessa è molto abile in cucina.
Isako Mikanagi (御巫 いさ子?, Mikanagi Isako)
compagna di classe di Sakuya e sua autoproclamata rivale. Si trova ad avere una cotta per Kanade, anche se in seguito svelerà di amare Sakuya.

## Episodi
| Nº      | Giapponese 「Kanji」 - Rōmaji                     | In onda           | In onda |
| Nº      | Giapponese 「Kanji」 - Rōmaji                     | Giapponese        |         |
| 0       | 「なし（Candy☆Boy）」 - Nashi (Candy Boy)         | 22 novembre 2007  |         |
| 1       | 「フタリノキョリ」 - Futari no Kyori              | 2 maggio 2008     |         |
| 2       | 「コレクダサ…イ？」 - Kore Kudasa...i?            | 21 giugno 2008    |         |
| Extra 1 | 「ミライヨホウズ」 - Miraiyohōzu                  | 13 agosto 2008    |         |
| 3       | 「コエラレナイカベ」 - Koerarenai Kabe            | 26 settembre 2008 |         |
| 4       | 「ユキワリソウカナ…」 - Yukiwarisō Ka Na...       | 7 novembre 2008   |         |
| 5       | 「ア―――…ンムッ！」 - A-----...nmū!                | 29 dicembre 2008  |         |
| 6       | 「ソノサキニアルコト」 - Sono Saki ni Aru Koto    | 6 marzo 2009      |         |
| 7       | 「サクラサク…?」 - Sakura saku...?                | 8 maggio 2009     |         |
| Extra 2 | 「シアワセキョウユウリロン」 - Shiawasekyōyūriron | 24 giugno 2009    |         |

## Doppiaggio
- Hitomi Nabatame: Kanade Sakurai
- Ryoka Yuzuki: Yukino Sakurai
- Emiri Kato: Sakuya Kamiyama
- Yū Kobayashi: Shizuku Sakurai
- Junko Shimeno: Girl A
- Nayuta: Waitress
- Shiho Hisajima: Female student B
- Tetsuharu Ohta: Train announcer
- Tomo Adachi: Female student A
- Tomoko Nakamura: Schoolgirl